# Alante
Alant (Inula) ist eine Pflanzengattung in der Familie der Korbblütler (Asteraceae). Die etwa 100 Arten sind in der Alten Welt weitverbreitet.

## Beschreibung

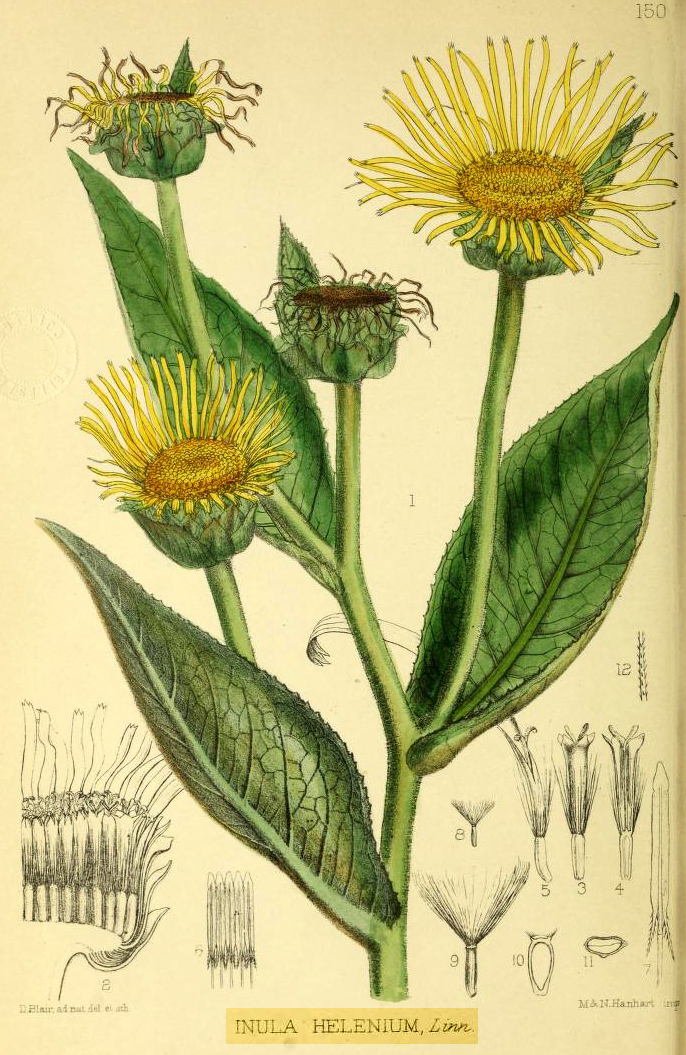
Illustration aus Robert Bentley und Henry Trimen: Medicinal Plants, 1880 des Echten Alant (Inula helenium)

### Vegetative Merkmale
Bei Alant-Arten handelt es sich größtenteils um ausdauernde, selten ein- oder zweijährige, krautige Pflanzen, selten um kleine Sträucher, je nach Art meist Wuchshöhen von 20 bis 200 Zentimetern erreichen. Bei manchen Arten sind Harzkäle vorhanden.
Bei den großen Arten können auch die Laubblätter eine beachtliche Größe erreichen. Von den grundständig oder wechselständig an den Stängeln verteilt angeordneten Laubblätter sind die unteren gestielt und die oberen sitzend. Die Blattspreiten sind einfach. Die Blattränder sind selten glatt, meist gezähnt oder gesägt.

### Generative Merkmale
Die Blütenkörbchen stehen endständig einzeln oder häufig in unterschiedlich aufgebauten offenen Blütenständen zusammengefasst. Die Blütenkörbchen sind bei Durchmessern von selten 5 bis, meistens 10 bis 40 Millimetern mehr oder weniger diskus- oder scheibenförmig. Das Involucrum ist halbkugelig oder glockenförmig. Die haltbaren Hüllblätter stehen in vier bis sieben oder mehr Reihen. Der flache oder konvexe Blütenkorbboden ist glatt oder wabenförmig. Spreublätter sind keine vorhanden.
Die Blütenkörbchen enthalten Zungen- und Röhrenblüten. Außen gibt es einen Kranz mit (selten 15 bis) meist 50 bis mehr als 150 zygomorphen Zungenblüten (= Strahlenblüten). Innen befindet sich selten 50 bis, meist 100 bis über 250 radiärsymmetrischen Röhrenblüten (= Scheibenblüten). Die Zungenblüten sind weiblich und fertil; ihre Blütenkrone ist gelb oder selten orangefarben und ihre Zunge ist 10 bis mehr als 30 Millimeter lang. Die Röhrenblüten sind zwittrig und fertil; ihre Blütenkrone ist gelb und endet mit fünf Kronlappen. Die Staubbeutel besitzen verzweigte Anhängsel. Bei den Pollen besitzen die Stacheln einen Hohlraum. Bei den beiden Griffelästen reichen die spitzen Fegehaare nicht die Verzweigung.
Die mehr oder weniger säulenförmigen, fast bleistiftförmig oder prismatischen Achänen sind oft vier- bis fünfrippig oder -kantig. Im haltbaren Pappus befinden sich in einer Reihe feinbärtige Borsten, die an ihrer Basis verwachsen sind, oder borstenförmige Schuppen.

### Chromosomensätze
Die Chromosomengrundzahlen betragen x = 8, 9, 10.

## Systematik und Verbreitung

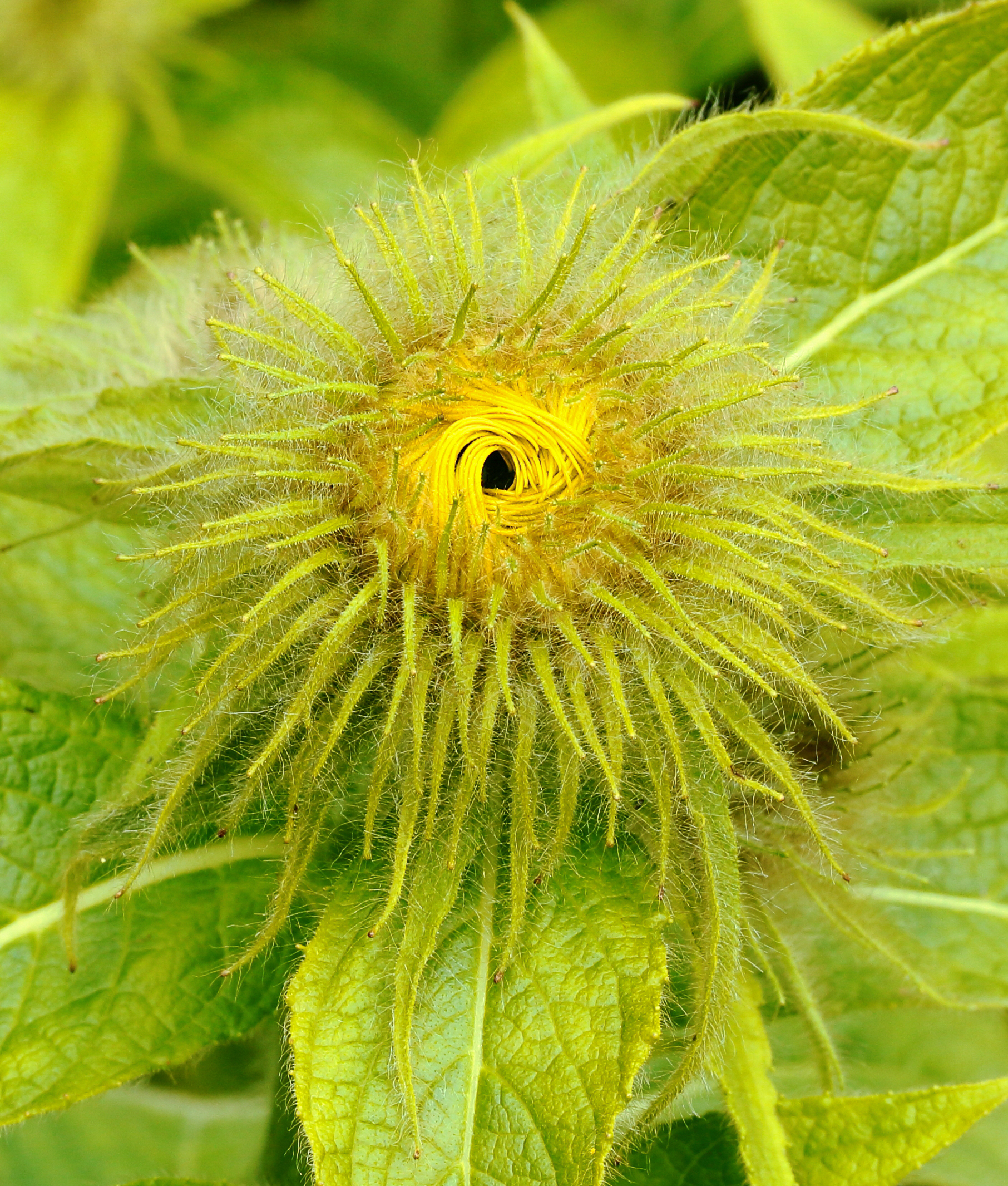
Knospiger Blütenkorb von Inula hookeri

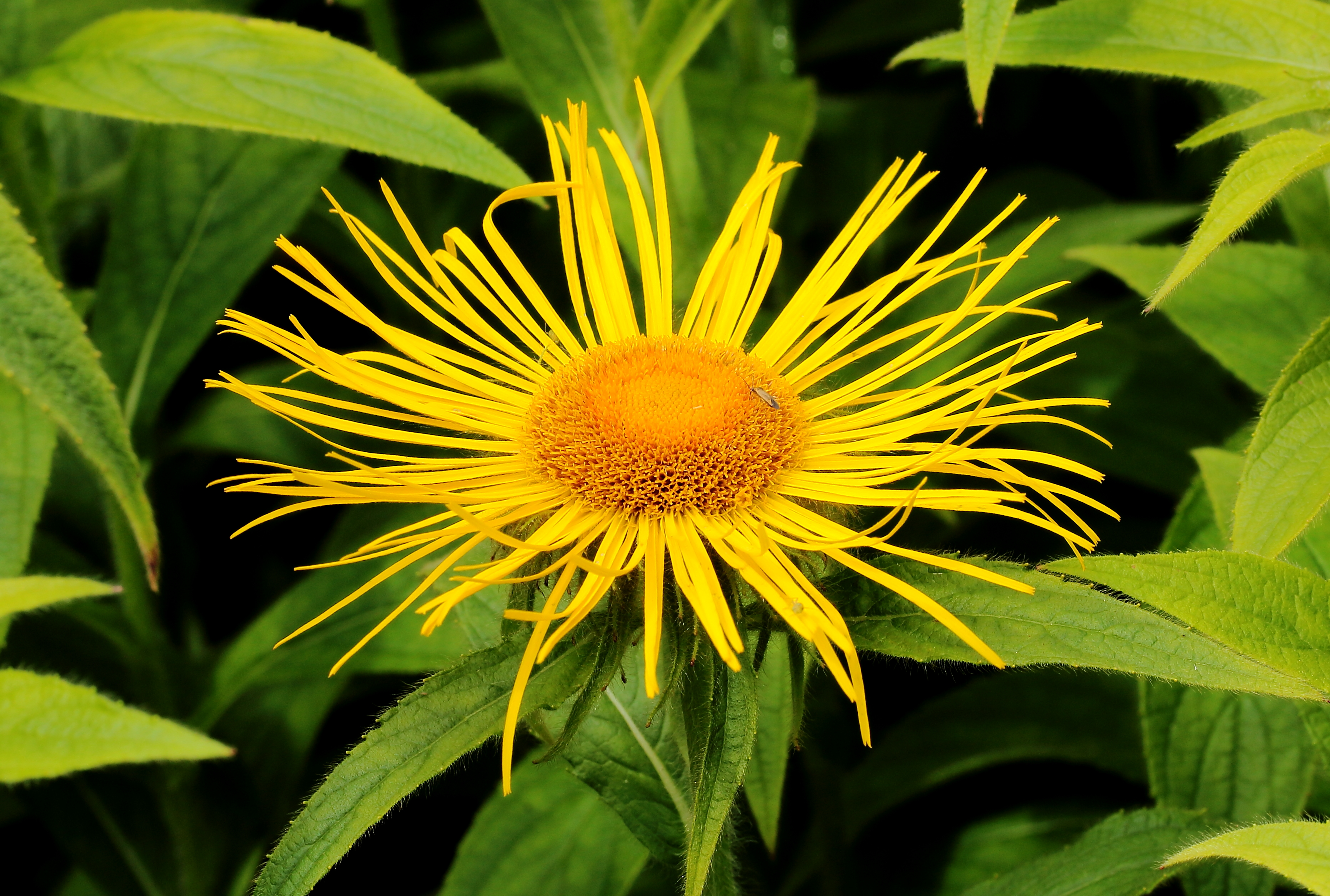
Blütenkorb von Inula hookeri

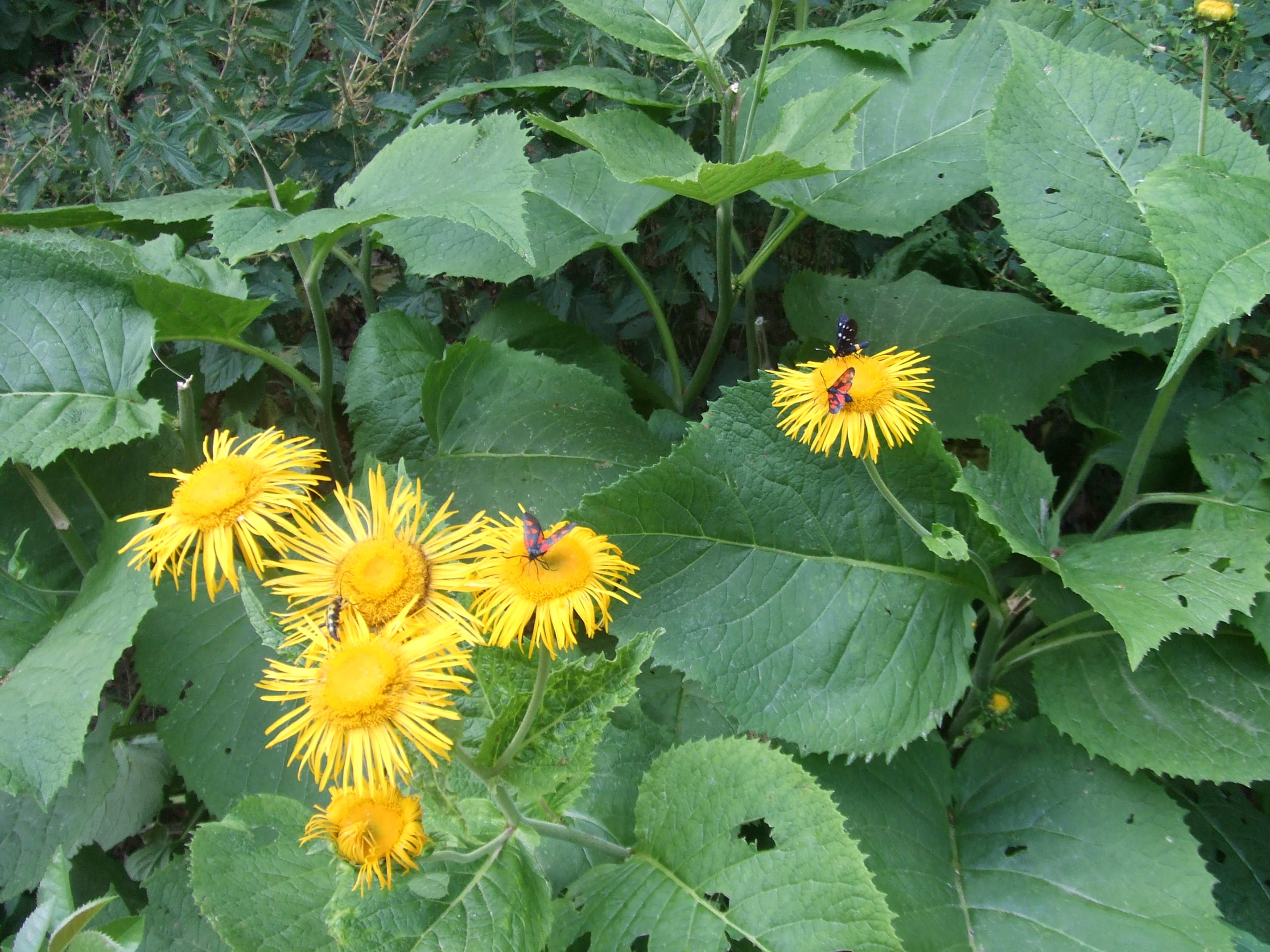
Großer Alant (Inula magnifica)

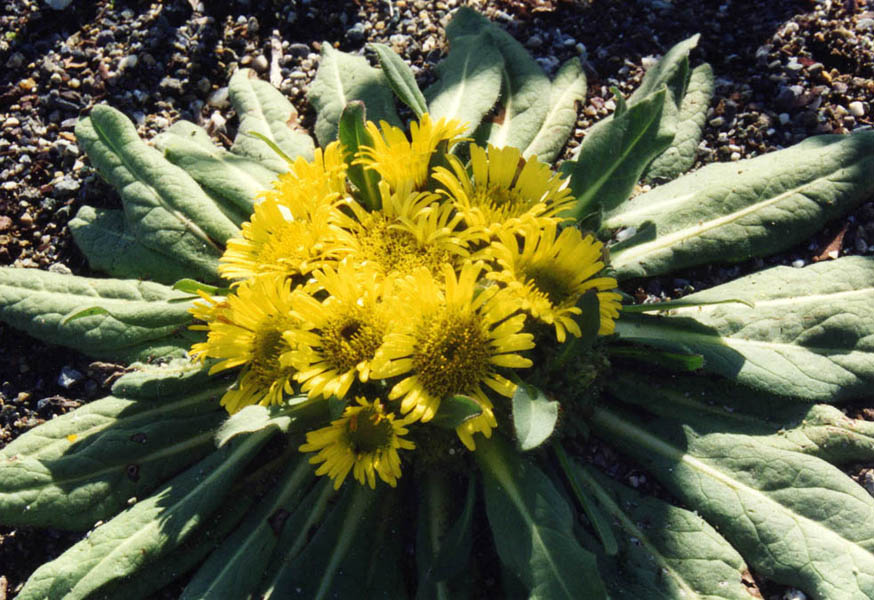
Habitus, Laubblätter und Blütenkörbe des Kopfigen Alant (Inula rhizocephala)

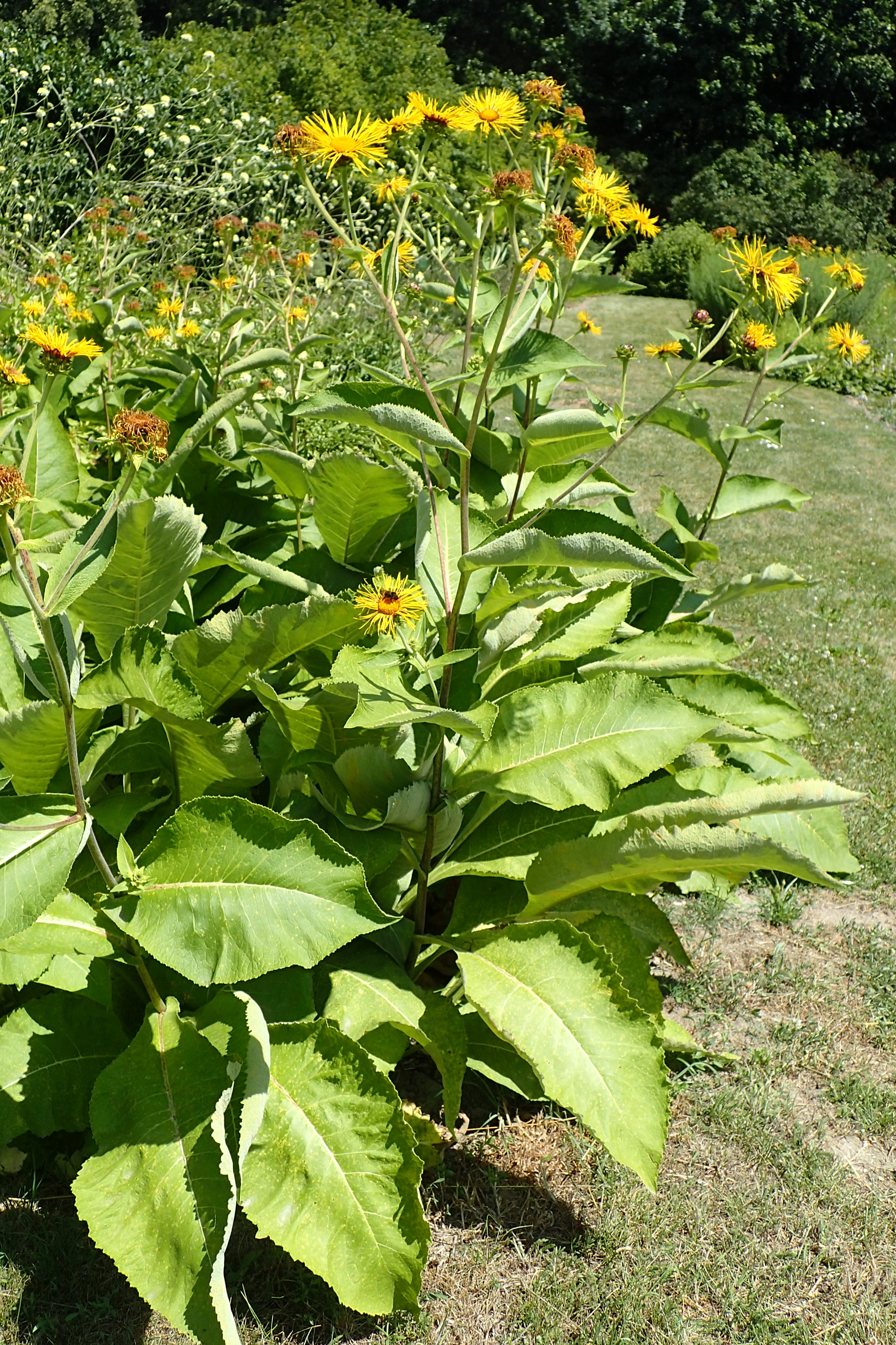
Inula royleana

### Taxonomie
Die Gattung Inula wurde 1753 durch Carl von Linné in Species Plantarum, Tomus II, S. 881 aufgestellt. Der botanische Gattungsname Inula leitet sich aus dem griechischen Wort hinaein für „ausleeren, reinigen“ her, dies bezieht sich auf die abführende Wirkung der Droge aus dem „Wurzelstock“. Als Lectotypusart wurde 1929 Inula helenium L. durch A. S. Hitchcock und M. L. Green in Standard species of Linnaean genera of Phanerogamae (1753–1754)., 182 festgelegt. Synonyme für Inula L. sind: Bojeria DC., Codonocephalum Fenzl, Corvisartia Mérat, Cupularia Godr. & Gren., Eritheis Gray, Orsina Bertol., Petrollinia Chiov.

### Äußere Systematik
Der Inula-Komplex = Subtribus Inulinae ist eine monophyletische Verwandtschaftsgruppe zu der seit 2018 die in Eurasien und Afrika vorkommenden acht Gattungen: Inula L. s. str., Amblyocarpum, Carpesium, Chrysophthalmum (etwa drei Arten), Pentanema Cass. (Syn.: Inula sect. Pentanema (Cass.) Boiss., etwa 20 Arten), Rhanteriopsis, Telekia, Varthemia und die reaktivierten der Gattungen Codonocephalum, Monactinocephalus, Vicoa gehören.

### Arten und ihre Verbreitung
Die Gattung Inula ist mit etwa 100 Arten in der Alten Welt in Afrika und Eurasien weitverbreitet. 2011 waren in der Flora of China 14 Arten verzeichnet, einige davon sind 2018 nicht mehr in dieser Gattung, nur zwei davon gibt es nur dort. In der Neuen Welt sind nur wenige Arten Neophyten.
Zur Gattung Inula s str. gehören seit 2018 nur noch etwa 100 Arten:
- Zwerg-Alant (Inula acaulis Schott & Kotschy ex Boiss.):[5] Sie kommt in der Osthälfte Anatoliens sowie im westlichen Transkaukasien in Georgien, Armenien und in der aserbaidschanischen Enklave Nachitschewan vor.[4]
- Inula acuminata Royle ex DC.[5]
- Inula anatolica Boiss.: Sie kommt im asiatischen Teil der Türkei vor.[4]
- Inula angustifolia DC.[5]
- Inula arbuscula Delile[5]
- Inula aschersoniana Janka[5]: Sie kommt in Bulgarien, Nordmazedonien, Griechenland und in der Türkei vor.[4]
- Inula aspera Poir.[5]
- Inula aucheriana DC.[5][4]
- Schneeweißer Alant (Inula candida (L.) Cass.)[5]
- Inula cappa (Buch.-Ham. ex D.Don) DC.[5]: Sie ist in Indien, Nepal, Bhutan, Myanmar, Thailand, China, Vietnam und in vor Indonesien weitverbreitet.[9]
- Inula ciliaris (Miq.) Maxim.[5]
- Inula clarkei (Hook.f.) R.R.Stewart[5]
- Inula confertiflora A.Rich.[5]
- Inula crithmifolia L.[5]
- Inula cuanzensis (Welw.) Hiern[5]
- Inula cuspidata (Wall. ex DC.) C.B.Clarke[5]
- Inula decurrens Popov[5]
- Inula discoidea Boiss.: Sie kommt im asiatischen Teil der Türkei vor.[4]
- Inula eminii (O.Hoffm.) O.Hoffm.[5]
- Inula engleriana O.Hoffm.[5]
- Inula eriophora DC.[5]
- Inula eupatorioides Wall. ex DC.[5]: Sie ist in Indien, Bhutan, Nepal, Thailand und vielleicht im westlichen China (nicht in der Flora of China 2011) weitverbreitet.[9]
- Inula falconeri Hook.f.[5]
- Inula forrestii J.Anthony[5]
- Inula fragilis Boiss. & Hausskn.: Sie kommt im asiatischen Teil der Türkei vor.[4]
- Inula gimbundensis S.Moore[5]
- Inula glauca C.Winkl.[5]
- Inula glomerata Oliv. & Hiern[5]
- Inula gossweileri S.Moore[5]
- Inula grandis Schrenk ex Fisch. & C.A.Mey.[5]: Sie kommt in Kasachstan, Tadschikistan, Kirgisistan, Usbekistan und in Xinjiang vor.[9]
- Inula grombczewskii C.Winkl.[5]
- Echter Alant (Inula helenium L., Syn.: Aster helenium Scop., Aster officinalis All., Helenium grandiflorum Gilib., Helenium vulgare Bauhin, Corvisartia helenium Mérat):[5] Sie ist von Europa über Südwestasien bis Zentralasien (Russland, Tadschikistan, Usbekistan, Xinjiang) weitverbreitet.[1]
- Inula helianthus-aquatilis C.Y.Wu ex Ling:[5] Sie gedeiht auf Grashängen, Feldern und in Strauchvegetation in Höhenlagen von 1200 bis 3000 Metern in den chinesischen Provinzen Gansu, Guizhou, Sichuan sowie Yunnan.[1]
- Inula hendersoniae S.Moore[5]
- Inula heterolepis Boiss.[5]: Sie kommt in Kreta, auf Inseln in der Ägäis, in der Türkei und im Libanon vor.[4]
- Inula hissarica R.Nabiev[5]
- Hooker-Alant (Inula hookeri C.B.Clarke):[5] Sie kommt in Sikkim, Nepal, Bhutan, Myanmar, im südöstlichen Tibet und im nordwestlichen Yunnan vor.[1][9]
- Inula huillensis Hiern[5]
- Inula hupehensis (Ling) Ling: [5] Sie gedeiht auf Grashängen und in Wäldern in Höhenlagen von 1300 bis 1900 Metern in den chinesischen Provinzen Hubei sowie Sichuan.[1]
- Inula inuloides (Fenzl) Grierson[5][4]
- Inula japonica Thunb.:[5] Die Varietäten sind in Japan, Korea, Russland, in der Mongolei, in der Inneren Mongolei und in vielen chinesischen Provinzen verbreitet.[1]
- Inula kalapani C.B.Clarke[5]
- Inula klingii O.Hoffm.[5]
- Inula langeana Beck[5]: Sie kommt in Spanien vor.[4]
- Inula limosa O.Hoffm.[5]
- Inula linariifolia Turcz.[5]: Sie ist in vielen chinesischen Provinzen, Japan, Korea, in der Mongolei und in Russlands Fernem Osten verbreitet.[1][9]
- Großkopfiger Alant (Inula macrocephala Boiss. & Kotschy ex Boiss.): Er kommt im asiatischen Teil der Türkei vor.[4]
- Inula macrolepis Bunge[5]
- Inula macrosperma Hook.f.[5]
- Großer Alant oder Riesen-Alant (Inula magnifica Lipsky):[5] Er kommt im Kaukasusraum vor.[4]
- Inula mannii (Hook.f.) Oliv. & Hiern[5]
- Inula methanaea Hausskn.[5]: Sie kommt in Griechenland vor.[4]
- Inula mildbraedii Muschl.[5]
- Inula montbretiana DC.[5][4]
- Inula multicaulis Fisch. & C.A.Mey.[5]
- Inula nervosa Wall. ex DC.[5] (Syn.: Duhaldea nervosa (Wall. ex DC.) Anderb.): Sie kommt in Indien, Nepal, Bhutan, Thailand, Myanmar, Vietnam und vielleicht in China (nicht in der Flora of China 2011) vor.[9]
- Inula obtusifolia A.Kerner:[5] : Sie kommt vom östlichen Afghanistan über Indien, Kaschmir und Pakistan bis ins westliche Tibet vor.[1]
- Inula oligocephala S.Moore[5]
- Inula oxylepis Hausskn.[5]: Sie kommt in Griechenland vor.[4]
- Inula paludosa O.Hoffm.[5]
- Inula paniculata (Klatt) Burtt Davy[5]
- Inula parnassica Boiss. & Heldr.[5]: Sie kommt in Griechenland vor.[4]
- Inula peacockiana (Aitch. & Hemsl.) Korovin[5][4]
- Inula perrieri (Humbert) Mattf.[5]
- Inula poggeana O.Hoffm.[5]
- Inula pseudolimonella (Rech.f.) Rech.f.[5]: Dieser Endemit kommt nur auf Kreta vor.[4]
- Inula pterocaula Franch.[5]
- Traubiger Alant (Inula racemosa Hook.f.):[5] Er kommt von Afghanistan, Kaschmir über Pakistan, Nepal bis Xinjiang vor.[1][9]
- Kopfiger Alant (Inula rhizocephala Schrenk):[5] Er kommt vom Iran über Kasachstan, Tadschikistan, Kirgisistan, Turkmenistan, Usbekistan, Afghanistan bis Pakistan, Indien, Tibet und Xinjiang vor.[1][9]
- Inula rhizocephaloides C.B.Clarke[5]
- Inula robynsii De Wild.[5]
- Inula rotundifolia (Halácsy) Greuter[5]: Sie kommt in Griechenland vor.[4]
- Royle-Alant (Inula royleana DC.):[5] Er kommt in Indien vor.[9]
- Inula rubricaulis (DC.) C.B.Clarke[5] (Syn.: Duhaldea rubricaulis (Wall. ex DC.) Anderb.)
- Inula rubricaulis (DC.) Benth. & Hook.f.[5]
- Inula rungwensis Beentje[5]
- Inula sabuletorum Czern. ex Lavrenko[5]
- Inula salicifolia Gueldenst.[5]
- Inula sarana Boiss.: Sie kommt im asiatischen Teil der Türkei vor.[4]
- Inula schischkinii Gorschk.[5]
- Inula schmalhausenii C.Winkl.[5]
- Inula sechmenii Hartvig & Strid: Sie kommt im asiatischen Teil der Türkei vor.[4]
- Inula sericeo-villosa Rech.f.[5]
- Inula sericophylla Franch.:[5] Sie kommt in Vietnam und Yunnan vor.[1]
- Inula serratuloides (Gilli) Grierson[5]
- Inula shirensis Oliv.[5]
- Inula simonsii C.B.Clarke[5]
- Inula somalensis Vatke[5]
- Inula speciosa (DC.) O.Hoffm.[5]
- Sparriger Alant (Inula spiraeifolia L.)[5][4]
- Inula stenocalathia (Rech.f.) Soldano[5]
- Inula stolzii Mattf.[5]
- Inula stuhlmannii O.Hoffm.[5]
- Inula subfloccosa Rech.f.: Sie kommt in Griechenland vor.[4]
- Inula subscaposa S.Moore[5]
- Inula thapsoides (Willd.) Spreng.[5][4]
- Inula urumoffii Degen[5]
- Inula vernonioides O.Hoffm.[5]
- Inula verrucosa Klatt[5]
- Inula viscidula Boiss. & Kotschy[5][4]
- Inula welwitschii O.Hoffm.[5]
- Inula wissmanniana Hand.-Mazz.[5]

Nicht mehr zur Gattung Inula gehören beispielsweise:
- Die beiden Arten der Gattung Klebalante (Dittrichia):[10]
  - Schmalblättriger Klebalant (Dittrichia graveolens (L.) Greuter, Syn.: Inula graveolens (L.) Desf.)
  - Breitblättriger Klebalant (Dittrichia viscosa (L.) Greuter, Syn.: Inula viscosa L.)
- Arten die zur Gattung Chrysopsis (Nutt.) Elliott (Syn.: Inula sect. Chrysopsis Nutt., Inula subg. Chrysopsis Nutt.) gestellt wurden:[11]
  - Chrysopsis gossypina (Michx.) Elliott, Syn.: Inula gossypina Michx.
  - Chrysopsis mariana (L.) Elliott, Syn.: Inula mariana L.
- Die beiden Arten der Gattung Limbarda Adans.:[12]
  - Salz-Alant (Limbarda crithmoides (L.) Dumort., Syn.: Inula crithmoides L.)
  - Limbarda salsoloides (Turcz.) Ikonn., Syn.: Inula salsoloides (Turcz.) Ostenf.

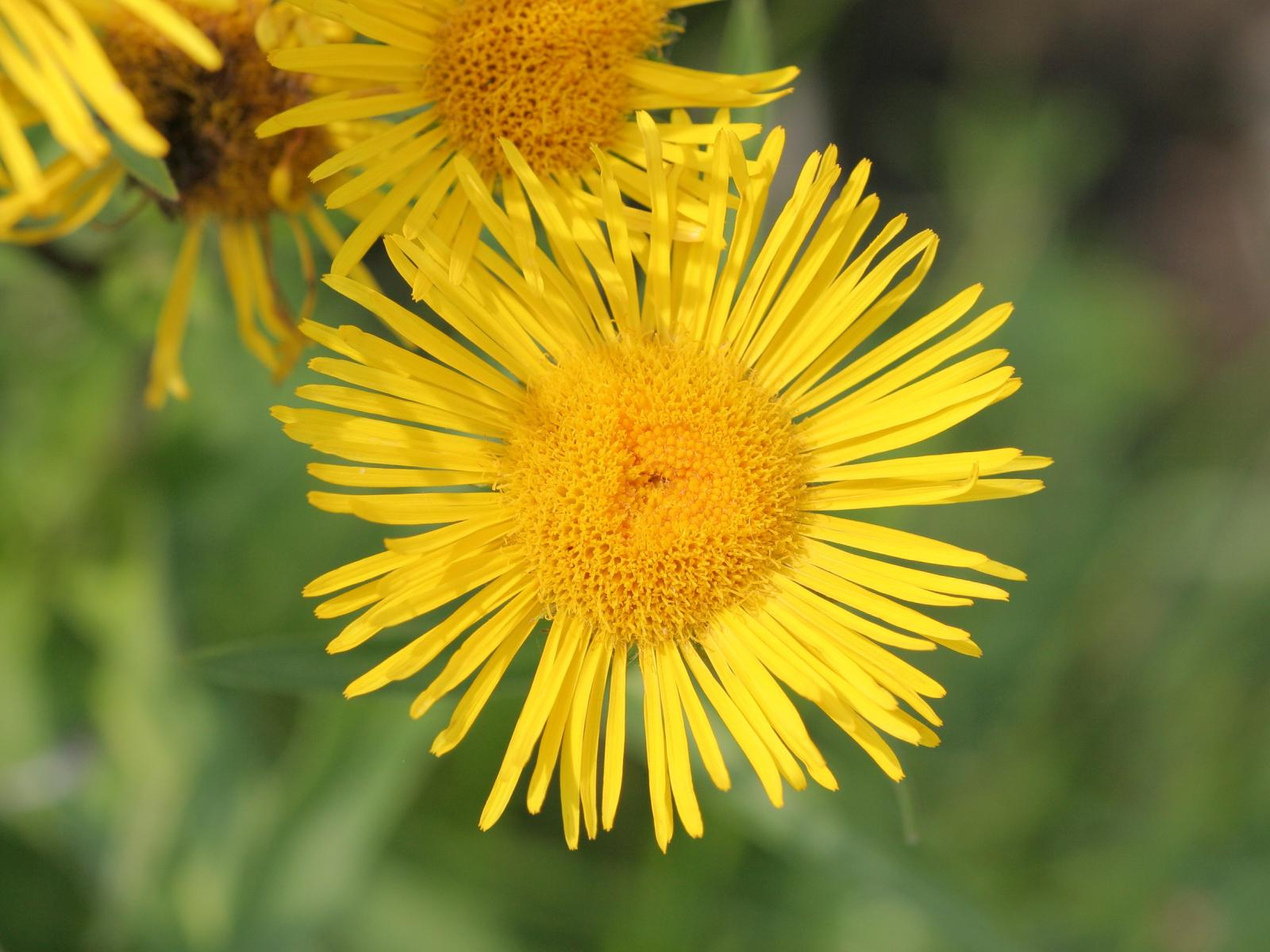
Blütenkorb des Wiesen-Alant (Pentanema britannica (L.) D.Gut.Larr., Santos-Vicente, Anderb., E.Rico & M.M.Mart.Ort., Syn.: Inula britannica L.)

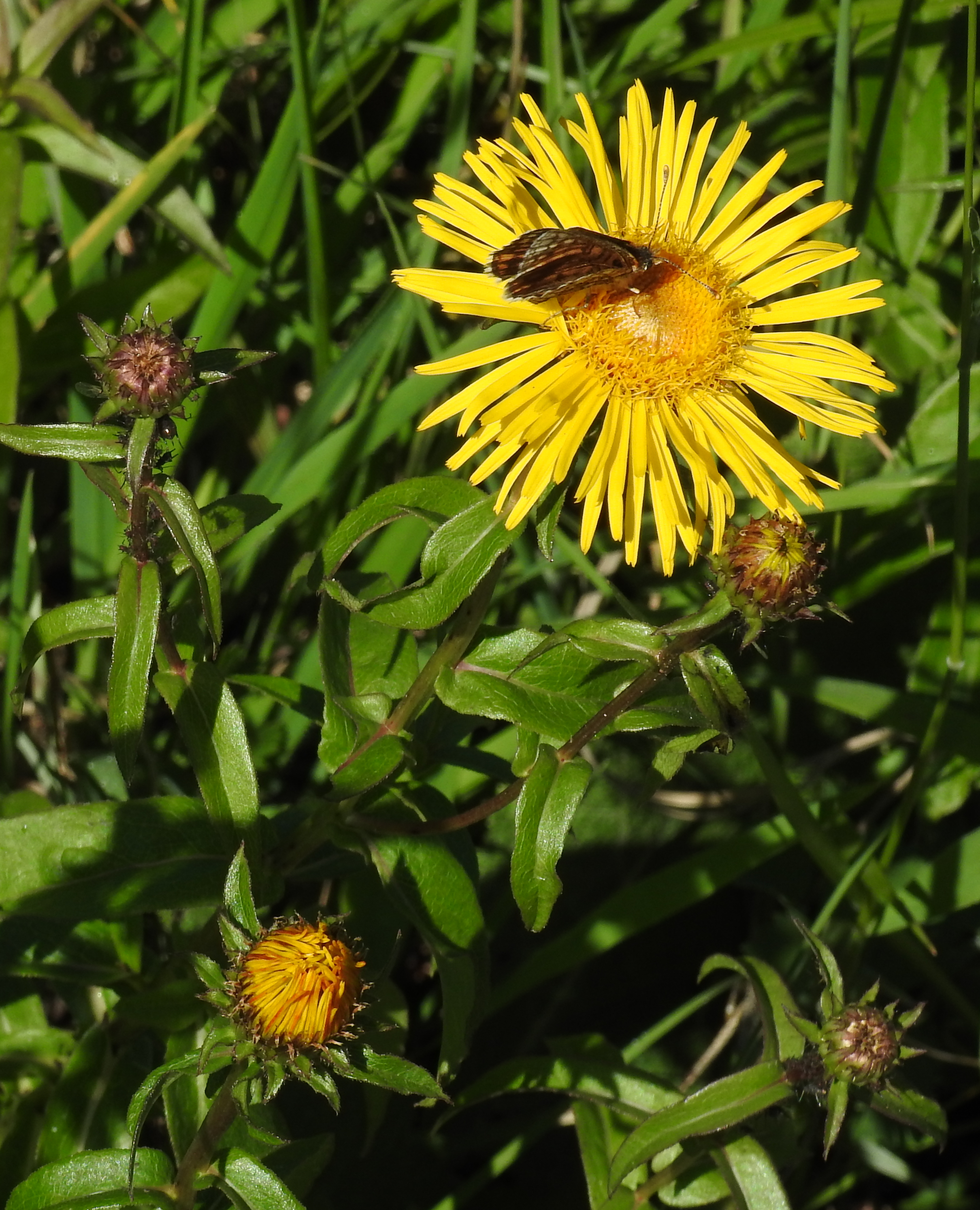
Weiden-Alant (Pentanema salicinum (L.) D.Gut.Larr., Santos-Vicente, Anderb., E.Rico & M.M.Mart.Ort., Syn.: Inula salicina L.)

- Die Arten, die in die Gattung Pentanema (sie enthält insgesamt etwa 20 Arten) gestellt wurden:[7][8]
  - Pentanema bifrons (L.) D.Gut.Larr., Santos-Vicente, Anderb., E.Rico & M.M.Mart.Ort., Syn.: Inula bifrons L.
  - Wiesen-Alant (Pentanema britannica (L.) D.Gut.Larr., Santos-Vicente, Anderb., E.Rico & M.M.Mart.Ort., Syn.: Inula britannica L.)
  - Pentanema caspicum (F.K.Blum ex Ledeb.) G.V.Boiko, Korniy. & Mosyakin, Syn.: Inula caspica Ledeb.
  - Dürrwurz (Pentanema conyzae (Griess.) D.Gut.Larr., Santos-Vicente, Anderb., E.Rico & M.M.Mart.Ort., Syn.: Inula conyzae Griess.)
  - Schwert-Alant (Pentanema ensifolium (L.) D.Gut.Larr., Santos-Vicente, Anderb., E.Rico & M.M.Mart.Ort., Syn.: Inula ensifolia L.)
  - Deutscher Alant (Pentanema germanicum (L.) D.Gut.Larr., Santos-Vicente, Anderb., E.Rico & M.M.Mart.Ort., Syn.: Inula germanica L.)
  - Pentanema helenioides (DC.) D.Gut.Larr., Santos-Vicente, Anderb., E.Rico & M.M.Mart.Ort., Syn.: Inula helenioides DC.
  - Schweizer Alant (Pentanema helveticum (Weber) D.Gut.Larr., Santos-Vicente, Anderb., E.Rico & M.M.Mart.Ort., Syn.: Inula helvetica Weber)
  - Rauer Alant (Pentanema hirtum (L.) D.Gut.Larr., Santos-Vicente, Anderb., E.Rico & M.M.Mart.Ort., Syn.: Inula hirta L.)
  - Pentanema indicum (L.) Y.Ling, Syn.: Inula indica L.
  - Pentanema maletii (Maire) D.Gut.Larr., Santos-Vicente, Anderb., E.Rico & M.M.Mart.Ort., Syn.: Inula maletii Maire
  - Pentanema mariae (Bordz.) D.Gut.Larr., Santos-Vicente, Anderb., E.Rico & M.M.Mart.Ort., Syn.: Inula mariae Bordz.
  - Pentanema montanum (L.) D.Gut.Larr., Santos-Vicente, Anderb., E.Rico & M.M.Mart.Ort., Syn.: Inula montana L.
  - Christusaugen-Alant (Pentanema oculus-christi (L.) D.Gut.Larr., Santos-Vicente, Anderb., E.Rico & M.M.Mart.Ort., Syn.: Inula oculus-christi L.)
  - Kolchischer Alant (Pentanema orientale (Lam.) D.Gut.Larr., Santos-Vicente, Anderb., E.Rico & M.M.Mart.Ort., Syn.: Inula orientalis Lam.)
  - Weiden-Alant (Pentanema salicinum (L.) D.Gut.Larr., Santos-Vicente, Anderb., E.Rico & M.M.Mart.Ort., Syn.: Inula salicina L.)
  - Pentanema verbascifolium (Willd.) D.Gut.Larr., Santos-Vicente, Anderb., E.Rico & M.M.Mart.Ort., Syn.: Inula verbascifolia (Willd.) Hausskn.

## Nutzung
Wenige Arten und ihre Sorten werden in gemäßigten Gebieten als Zierpflanzen in Parks und Gärten verwendet.
Alant-Arten werden vor allem wegen ihrer hübschen, meist gelben Blütenkörbe kultiviert, einige bereits seit der Antike. Der Name Inula ist ebenfalls bereits seit der Römerzeit in Gebrauch. Ihre Ursprungsländer sind aber in Asien, Afrika und Teilen Europas.
Die unterirdischen Pflanzenteile enthalten sogenanntes Inulin (auch: Alantstärke), ein der Pflanze als Reservekohlenhydrat dienendes Polysaccharid, das nach Extraktion als Diätzucker verwendet wird.

### Alant als Heilpflanze
Als Heilpflanze ist der Echte Alant bereits seit der Antike bekannt. Schon die Römer und Griechen nutzten seine Wurzel, um einerseits Magen-Darm-Beschwerden und andererseits Erkältungskrankheiten zu lindern. In der Naturheilkunde findet man ihn noch heute als Bestandteil einiger Hustensäfte. Auch eine positive Wirkung bei Gallen- und Nierenproblemen wird ihm nachgesagt. Verarbeitet werden die Wurzeln meist zu Tee oder Saft, man kann aber auch Salbe daraus herstellen. Die Bedeutung des Alants als Heilpflanze hat heute aber dennoch nachgelassen. Das liegt vor allem daran, dass viele Menschen allergisch auf seine Inhaltsstoffe reagieren. In der Wurzel sind unter anderem zahlreiche ätherische Öle und Bitterstoffe enthalten. Auch in der Küche verwendet man Alant kaum mehr. Früher war es gang und gäbe, kandierte Wurzelstückchen zu reichen oder Speisen mit den aromatischen Pflanzenteilen zu würzen.

### Verwendung als Zierpflanze
Je nach Art sind sie von sehr unterschiedlicher Größe, angefangen bei winzigen, für Steingärten geeigneten Pflanzen bis hin zu Hochstauden, die über 3 Meter Wuchshöhe erreichen. Vom Aussehen her lassen sich Alant-Arten und -Sorten grob in höhere und niedrigere Arten unterteilen. Zu den höheren Arten zählen unter anderem der Echte Alant (Inula helenium), der Riesen-Alant (Inula magnifica) und der Traubige Alant (Inula racemosa). Sie zeichnen sich durch eher derbe und breite, wechselständige Blätter aus und entwickeln verhältnismäßig große Blüten, die allein oder zu mehreren an den langen, kräftigen Stängeln stehen. Niedrigere Arten wie der Zwerg-Alant (Inula ensifolia) haben schmale Blätter und einzelnstehende Blütenkörbchen am Ende jedes Stängels. Inula rhizocephala bleibt mit 10 Zentimetern am kleinsten und bildet niedrige Blattrosetten aus.

### Standort und Boden
„Der Alant“ wächst je nach Art ebenso auf trockenen Berghängen wie in feuchten Niederungen oder in der Nähe von Wasser. Alle Arten bevorzugen durchlässige und lockere Erde ohne größere Verdichtungen. Was die Lichtverhältnisse betrifft, fühlen sich die meisten Alant-Arten an absonnigen bis maximal halbschattigen Standorten wohl.

### Wichtige Arten und Sorten
Der bereits erwähnte Echte Alant, den man wegen seiner Heilwirkung auch unter den Bezeichnungen „Helenenkraut“, „Brustalant“ oder „Darmkraut“ kennt, ist ursprünglich in West- und Zentralasien beheimatet, er ist aber in ganz Europa und im westlichen und östlichen Nordamerika verwildert. Echter Alant erreicht stattliche Höhen zwischen 1 und 2 Metern und hat in Deutschland eine lange Tradition in den Bauerngärten. Er ähnelt dem Riesen-Alant, hat aber kleinere Blütenkörbchen. Die robuste und sommergrüne Staude verfügt über große, breit elliptische, runzlige Blätter, die auf der Oberseite glatt, auf der Unterseite jedoch stark weißwollig behaart sind. Er gedeiht im Halbschatten und in frischen bis feuchten Böden.
Der Riesen-Alant, auch Großer oder Hoher Alant genannt, ist die größte Art innerhalb der Gattung. Beheimatet ist er im östlichen Kaukasus, wo er auf feuchten Bergwiesen wächst. Die imposante, horstbildende Staude hat einen buschigen Wuchs mit zahlreichen aufrechten Blütenständen. Der Riesen-Alant wird blühend bis zu 200 Zentimeter hoch und etwa 100 Zentimeter breit. Nicht nur an Wuchshöhe übertrifft er alle anderen Alant-Arten, auch bei der Größe seiner Blütenkörbe liegt er ganz vorne. Die gelben Blütenkörbchen werden bis zu 15 Zentimeter breit. Die ebenfalls großen, gezähnten Blätter können bis zu 50 Zentimeter lang werden und sind unterseits filzig behaart. Die Stängel sind violett überhaucht und verzweigen sich nach oben hin immer stärker.

## Weiterführende Literatur
- Anshul Shakya, Hans Raj Bhat, Udaya Pratap Singh, Surajit Kumar Ghosh, Aparoop Das: A Review of Phytochemical and Pharmacological Studies of Inula Species. In: Current Bioactive Compounds, Volume 15, Issue 5, Februar 2019. doi:10.2174/1573407215666190207093538
- Ana M. L. Seca, Alice Grigore, Diana C. G. A. Pinto, Artur M. S. Silva: The genus Inula and their metabolites: from ethnopharmacological to medicinal uses. In: J. Ethnopharmacol. Volume 154, Issue 2, 2014, S. 286–310. doi:10.1016/j.jep.2014.04.010
- Shweta Shekhar, Arun Pandey, Arne A. Anderberg: The genus Inula (Asteraceae) in India. In: Rheedea, Volume 23, Issue 2, 2013, S. 113–127. online bei researchgate.net.
- Rubina Abid, M. Qaiser: A micromorphological study for the generic delimitation of Inula L. (s.str.) and its allied genera (Inuleae-Compositae) from Pakistan and Kashmir. In: Pakistan Journal of Botany, Volume 36, Issue 4, 2004, S, 719–724. online bei researchgate.net.
- Rubina Abid, Mohammad Qaiser: Genus Inula L. (s.str.) (Compositae-Inuleae) in Pakistan and Kashmir. In: Candollea. Band 56, Heft 1, 2001, S. 315–325 (online bei e-periodica.ch).

- Karte mit allen verlinkten Seiten:
- OSM |
- WikiMap